# Campeonato Paulista de Futebol de 1995 - Série A3
O Campeonato Paulista de Futebol de 1995 - Série A3 foi a 42.ª edição da competição de futebol de São Paulo, equivaleu ao terceiro nível do futebol do estado.

## Participantes
| - Atlético Sorocaba (Sorocaba) - Bandeirante (Birigüi) - Barretos (Barretos) - Central Brasileira (Espírito Santo do Pinhal) - Corinthians (Presidente Prudente) - Fernandópolis (Fernandópolis) - Francana (Franca) - Lousano Paulista (Jundiaí) | - Marília (Marília) - Mirassol (Mirassol) - Noroeste (Bauru) - São Bento (Sorocaba) - São Caetano (São Caetano do Sul) - Taubaté (Taubaté) - União Mogi (Mogi das Cruzes) |

## Premiação
| Campeonato Paulista de 1995 - Série A3 |
| -------------------------------------- |
| Noroeste Campeão (1º título)           |